# Paul Bascomb
Paul Bascomb (12 de fevereiro de 1912 em Birmingham, Alabama - 2 de dezembro de 1986 (74 anos), em Chicago) foi um saxofonista americano de jazz, conhecido por sua longa parceria com Erskine Hawkins.